# Сан Дефенденте (Бергамо)
Сан Дефенденте је насеље у Италији у округу Бергамо, региону Ломбардија.
Према процени из 2011. у насељу је живело 39 становника. Насеље се налази на надморској висини од 777 м.